# Jordan Bozov
Jordan Bozov (en bulgare : Йордан Бозов), né le 25 janvier 1979, à Sofia, en Bulgarie, est un joueur bulgare de basket-ball. Il évolue au poste d'arrière.